# Vlag van Akkerwoude

Vlag van Akkerwoude

De vlag van Akkerwoude is de vlag van het voormalige Nederlandse dorp Akkerwoude, in de Friese gemeente Dantumadeel. De vlag werd in 1999 geregistreerd als de vlag van de Vereniging van Dorpsbelangen wijk Akkerwoude daar Akkerwoude niet de dorpsstatus heeft. Het ontwerp van de vlag is van de hand van R.J. Broersma.

## Beschrijving
De beschrijving van de vlag is als volgt:
Gedeeld in twee banen geel en rood door middel van een zaagtand-doorsnijding, zo, dat het rode drie punten heeft. De hoogte van de punten is gelijk aan 3/4 vlaghoogte. Op 1/10 vlaghoogte van de bovenrand van de vlag een versmalde horizontale groene baan van 1/10 vlaghoogte. In de linker onderhoek een witte burcht van 11/30 vlaghoogte, geopend en verlicht van het veld.
De kleuren zijn afkomstig van het dorpswapen.

## Symboliek

Drie rode punten: staan voor de drie dorpskernen van Damwoude: Akkerwoude, Murmerwoude en Dantumawoude.
- Burcht: geeft aan waar Akkerwoude gelegen was binnen de drie dorpskernen.
- Groene baan: een vereenvoudigde weergave van het elzenblad uit het dorpswapen van Akkerwoude.[3]